# Џејмс Франко
Џејмс Франко (енгл. James Franco) је амерички глумац, рођен 19. априла 1978. године у Пало Алтоу (Калифорнија). Прославио се улогама у филмовима Џејмс Дин и Милк, а номинован је за Оскарa за најбољег главног глумца у авантуристичкој драми 127 сати из 2010. године. Исте године био је домаћин доделе Оскара, заједно са Ен Хатавеј.

## Кратка биографија
Џејмсова мајка је књижевница јеврејског порекла, а његов отац - бизнисмен шведско-португалског порекла.
Џејмс Франко је одрастао у Калифорнији, заједно са своја два млађа брата (Дејв Франко је касније такође постао глумац). Одувек је био одличан ученик, посебно заинтересован за математику и природне науке. Уписује Универзитет Калифорнија али га не завршава јер се пребацује на глуму на Универзитету Колумбија. Поред тог, Џејмс је завршио или тренутно похађа још неколико факултета: факултет за режирање, факултет за дизајн, Бруклин колеџ, Јејл, Ворен Вилсон - колеџ за писање... Важи за веома образовану и информисану особу. Познат је по томе што на снимању чита између сетова. Године 2010. објавио је своју књигу прича Пало Алто која је наишла на изузетно позитивне критике. Сматрају га једним од најзгоднијих мушкараца на планети (најсексипилнији мушкарац 2009. године), као и једном од највећих геј-икона данашњице.

## Каријера

### Почеци
Џејмсове прве запажене улоге биле су у тв серији Чудаци и штребери из 1999, и у филму Џејмс Дин из 2002. године. За интерпретацију Џејмса Дина освојио је Златни глобус за најбољег глумца у мини-серији, а био је још номинован и за Награду Удружења глумаца, Награду филмске критике као и за Еми за најбољег главног глумца у тв филму.
Период од 2000. до 2010. године у Џејмсовој каријери обележен је улогом Харија Озборна у филмовима Спајдермен, Спајдермен 2 и Спајдермен 3. Године 2008. добија главну улогу у филму Ананас експрес за коју добија номинацију за Златни глобус за најбољег глумца у играном филму (мјузикл или комедија) као и номинацију за МТВ награду за најбољег главног глумца, и исте године споредну улогу у филму Милк. Џејмс у овој биографској драми тумачи лик Скота Смита, љубавника чувеног Харвија Милка, у чијој је улози Шон Пен. Овом улогом, за коју је номинован за Награду филмске критике за најбољег споредног глумца, Франко улази међу холивудске звезде А листе.
Најуспешнију улогу у дотадашњој каријери остварио је у филму 127 сати из 2010. године. Џејмс је у овој авантуристичкој драми алпиниста Арон Ралстон, који је заглављен у једном теснацу у кањону у Јути. Једини начин да се ослободи јесте да одсече руку, што и чини. За ову улогу добио је неколико значајних награда, а номинован је и за БАФТА награду за најбољег главног глумца, Награду Удружења филмских глумаца за најбољег глумца у главној улози, Златни глобус за најбољег главног глумца у играном филму (драма), као и за први Оскар за најбољег главног глумца у својој каријери.

## Филмографија
| Улоге Џејмса Франка |                          |               |                 |             |
| Година              | Српски назив             | Изворни назив | Улога           | Напомена    |
| 1999.               | Никада пољубљена         |               | Џејсон Веј      |             |
| 1999.               | Чудаци и штребери        |               | Данијел Десарио |             |
| 2001.               | Џејмс Дин                |               | Џејмс Дин       |             |
| 2002.               | Сони                     |               | Сони Филипс     |             |
| 2002.               | Град на обали            |               | Џои             |             |
| 2002.               | Спајдермен               |               | Хари Озборн     |             |
| 2002.               | Дивље улице              |               | Тино            |             |
| 2003.               | Компанија                |               | Џош             |             |
| 2004.               | Спајдермен 2             |               | Хари Озборн     |             |
| 2005.               | Мајмун                   |               | Хери Вокер      |             |
| 2005.               | Велики напад             |               | Капетан Принс   |             |
| 2005.               | Лудино злато             |               | Брент           |             |
| 2006.               | Тристан и Изолда         |               | Тристан         |             |
| 2006.               | Поморска академија       |               | Џејк Хјуард     |             |
| 2006.               | Човек од прућа           |               | Момак за шанком |             |
| 2006.               | Хероји неба              |               | Блејн Роулингс  |             |
| 2006.               | Мртва девојка            |               | Дерек           |             |
| 2007.               | Спајдермен 3             |               | Хари Озборн     |             |
| 2007.               | У долини Ила             |               | Дан Карнели     |             |
| 2007.               | Амерички злочин          |               | Денис           |             |
| 2007.               | Камил                    |               | Силиас          |             |
| 2007.               | У добри час Макс         |               | Макс Вербински  |             |
| 2008.               | Ананас експрес           |               | Сол Силвер      |             |
| 2008.               | Ноћи у Родантеу          |               | Марк Фленер     |             |
| 2008.               | Милк                     |               | Скот Смит       |             |
| 2010.               | Ноћи за памћење          |               | Томас Фелтон    |             |
| 2010.               | Једи моли воли           |               | Дејвид          |             |
| 2010.               | Урлик                    |               | Ален Гинсберг   |             |
| 2010.               | 127 сати                 |               | Арон Ралстон    |             |
| 2011.               | Ваша висости             |               | Фабио           |             |
| 2011.               | Зелени Стршљен           |               | Дени Клир       |             |
| 2011.               | Срушена кула             |               | Харт Крејн      |             |
| 2011.               | Планета мајмуна: Почетак |               | Вил Родман      |             |
| 2012.               | Бунтовнице               |               | Ален            |             |
| 2015.               | Дивљи коњи               |               | Бен Бригс       |             |
| 2016.               | 11.22.63                 |               | Џејк Епинг      | мини-серија |